# 1984年中国大陆
| 中国历史 / 中国历史年表 |
| 世紀： 19世纪中国 / 20世纪中国 / 21世纪中国 |
| 年代： 1950年代中国大陆 / 1960年代中国大陆 / 1970年代中国大陆 / 1980年代中国大陆 / 1990年代中国大陆 / 2000年代中国大陆 / 2010年代中国大陆                     |
| 年份： 1980年中国大陆 / 1981年中国大陆 / 1982年中国大陆 / 1983年中国大陆 / 1984年中国大陆 / 1985年中国大陆 / 1986年中国大陆 / 1987年中国大陆 / 1988年中国大陆 |
| 纪年： 甲子年（鼠年）、中华人民共和国成立35周年 |

## 黨和國家領導人

### 最高領導人
- 中國共產黨中央委員會總書記：胡耀邦

### 國家元首
- 中華人民共和國主席：李先念

### 政府首腦
- 中華人民共和國國務院總理：趙紫陽

## 大事記

### 1月
- 1月1日——中共中央发出《关于1984年农村工作的通知》，提出延长土地承包期一般应在15年以上。中国正式成为国际原子能机构的成员国。中国人民解放军铁道兵并入铁道部。中国工商银行成立。
- 1月22日~2月17日——鄧小平到深圳、珠海、廈門等地視察，並為經濟特區提詞
- 1月29日——中國發射长征3号运载火箭載着東方紅二號通訊試驗衛星，但衛星未能進入預定軌道，計劃失敗[1]。

### 2月
- 2月11日——《南方周末》创刊。

### 3月
- 3月12日——六届全国人大常委会第四次会议通过《中华人民共和国专利法》。

### 4月
- 4月8日——中國發射长征3号运载火箭獲得完滿成功[2]。
- 4月2日——云南边防部队与越南冲突。
- 4月28日——中国边防部队攻占老山。
- 4月30日——中国边防部队攻占者阴山。华罗庚被授予美国全国科学院外籍院士称号。

### 5月
- 5月10日——国务院进一步扩大国营工业企业自主权。
- 5月14日——中国女子羽毛球队首获尤伯杯。
- 5月15日——中国边防部队攻占八里河东山，全部收复老山地区被越军侵占领土。至1989年10月止，中国边防部队在老山地区防御粉碎越军7次师团规模的反扑和1700余次的袭扰。
- 5月20日——“运八”飞机，由驻陕空军试飞西藏成功

### 6月
- 6月18日——平亚丽美国纽约第七届残疾人奥运会上为中国夺得了第一块残奥会金牌。
- 6月22日——邓小平发表谈话：香港实行一国两制，五十年不变[3]:580。
- 6月30日——撤销铁岭地区设立地级铁岭市，新设立银州区、清河区、铁法区，将铁岭、开原、西丰、昌图、康平、法库6县划归铁岭市管辖；撤销朝阳地区设立地级朝阳市，设立双塔区和龙城区，将朝阳、北票、建平、建昌、凌源5县和喀喇沁左翼蒙古族自治县划归朝阳市管辖。国务院批准设立景宁畲族自治县，是全国唯一的畲族自治县。

### 7月
- 7月13日——国务院批准设立五峰土家族自治县和长阳土家族自治县
- 7月25日——中国第一家股份制企业北京天桥百货股份有限公司成立。
- 7月29日——許海峰奪得第二十三屆奧運會第一枚金牌，也是中華人民共和國參加奧運會以來首枚金牌，開創出中國奧運“零的突破”。
- 7月30日——青藏鐵路第一期（西寧至格爾木段）交付使用。

### 9月
- 9月6日——中国软件行业协会成立。
- 9月12日——国务院批准，撤销永安县设立永安市，由三明市代管
- 9月24日中方邀请来自日本政府、政党、青年团体、友好团体、工会以及妇女组织等３００多个部门、团体和大学等３０００名日本青年于本日至10月8日访华，举行“中日青年友好联欢”活动。
- 9月26日——中英兩國就香港前途問題的協議在北京草簽。
- 9月28日——香港布政司夏鼎基率領政界名人訪京團，出席中華人民共和國成立三十五周年慶典。

### 10月
- 10月1日——中华人民共和国成立三十五周年，在北京天安門廣場举行盛大的国庆阅兵和群众游行，鄧小平檢閱中國人民解放軍三軍部隊、武警和民兵部隊，并有北京大学生第一次亮出“小平您好”的条幅。

### 11月
- 11月1日——中华人民共和国与阿拉伯联合酋长国建立外交关系。
- 11月20日——中国首次赴南极洲考察船队启航。

### 12月
- 12月3日——中共中央、国务院作出《关于严禁党政机关和党政干部经商、办企业的决定》
- 12月11日——撤销临河县设立临河市。
- 12月13日——撤销井冈山县设立井冈山市。
- 12月19日——中英兩國在北京簽署《中英關於香港問題的聯合聲明》[3]:581。中华人民共和国首次中子弹原理实验获得成功，为4年后首次中子弹试验打下基础。
- 12月26日——中国消费者协会成立。